# Persicaria senegalensis
Persicaria senegalensis là một loài thực vật có hoa trong họ Rau răm. Loài này được (Meisn.) Soják miêu tả khoa học đầu tiên năm 1974.